# Catocala micronympha
Catocala micronympha là một loài bướm đêm thuộc họ Erebidae. Nó được tìm thấy ở miền nam Ontario, Quebec và Manitoba qua New Hampshire, Connecticut và New Jersey tới Florida, phía tây đến Texas và then phía bắc qua Oklahoma, Kansas, Iowa, tới Wisconsin và Minnesota và then phía đông đến Michigan.

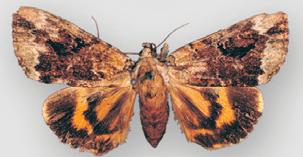
lectotype của Catocala gisela, hiện tại được coi là đồng nghĩa của Catocala micronympha

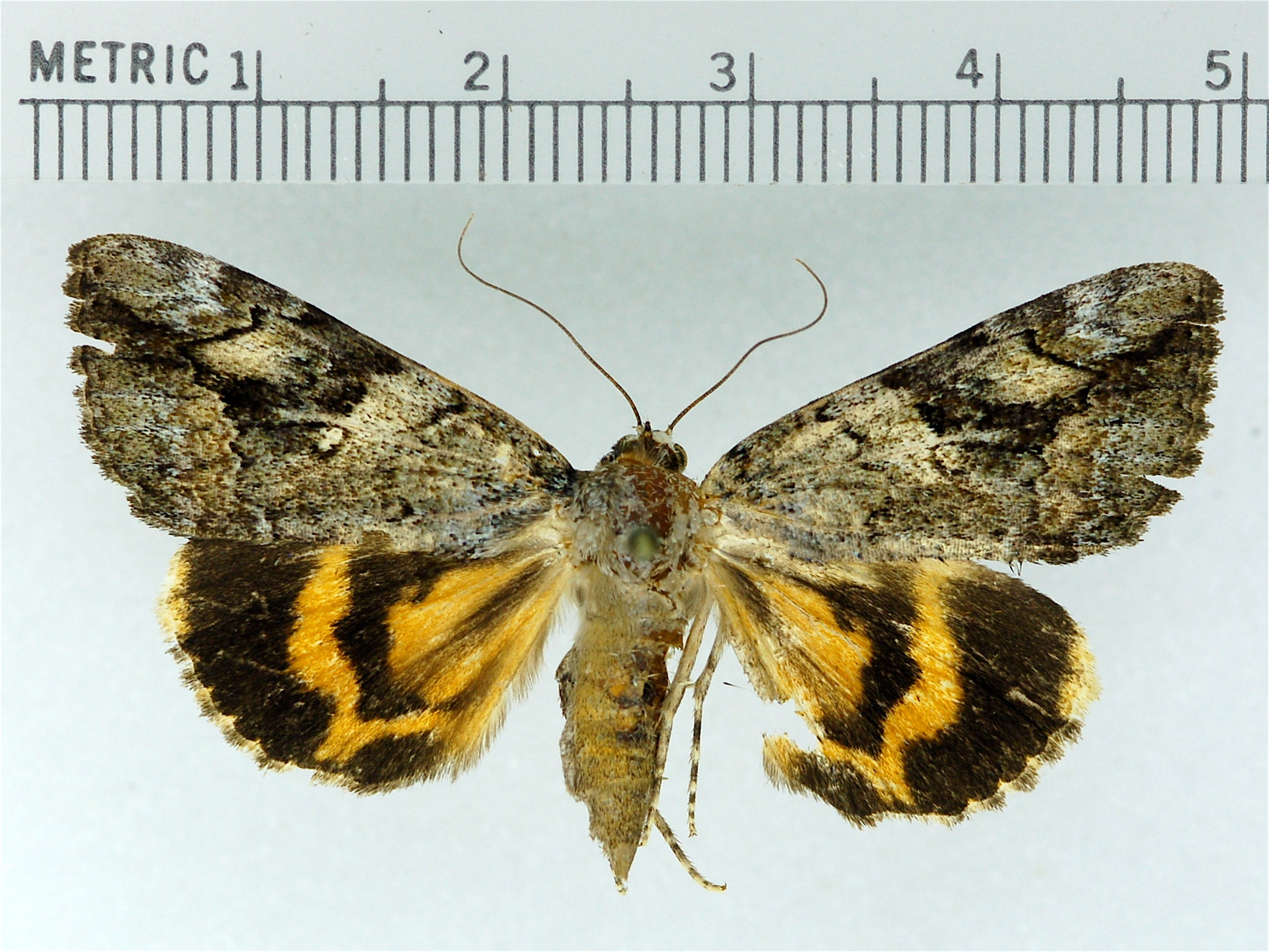

Sải cánh dài 35–50 mm. Con trưởng thành bay từ tháng 4 đến tháng 9 tùy theo địa điểm. Có thể có một lứa một năm.
Ấu trùng ăn Quercus macrocarpa, Quercus stellata và Quercus virginiana

## Hình ảnh

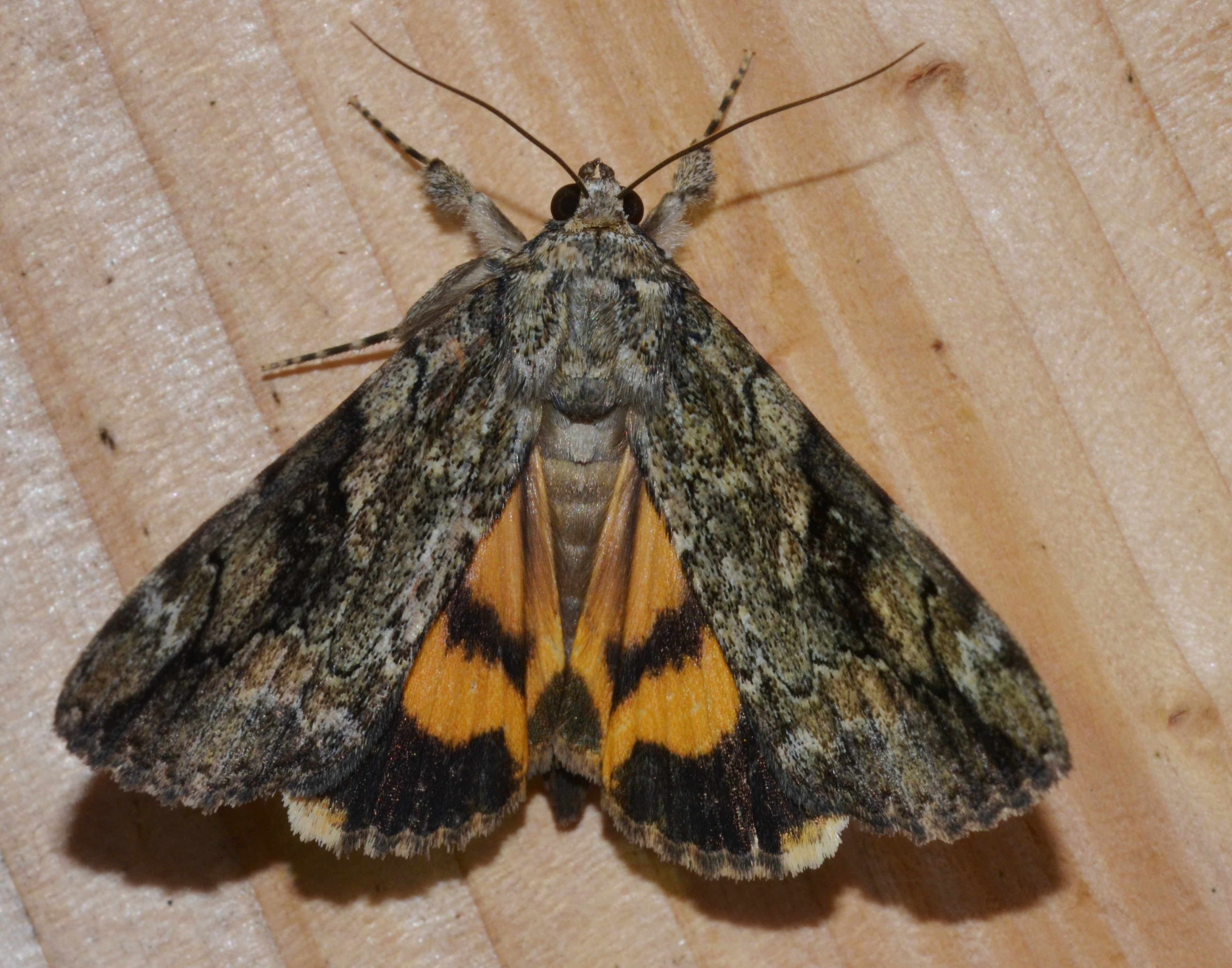
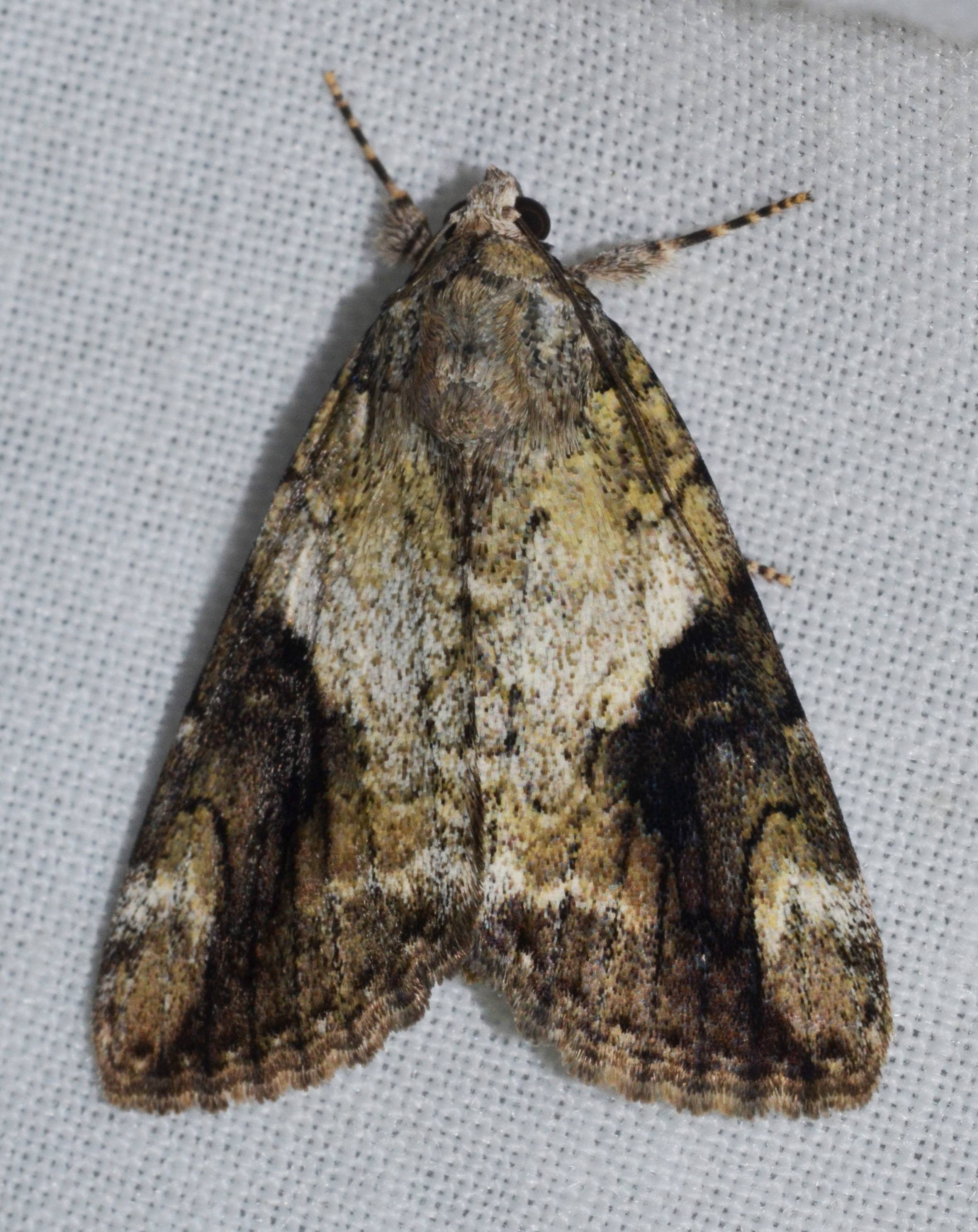
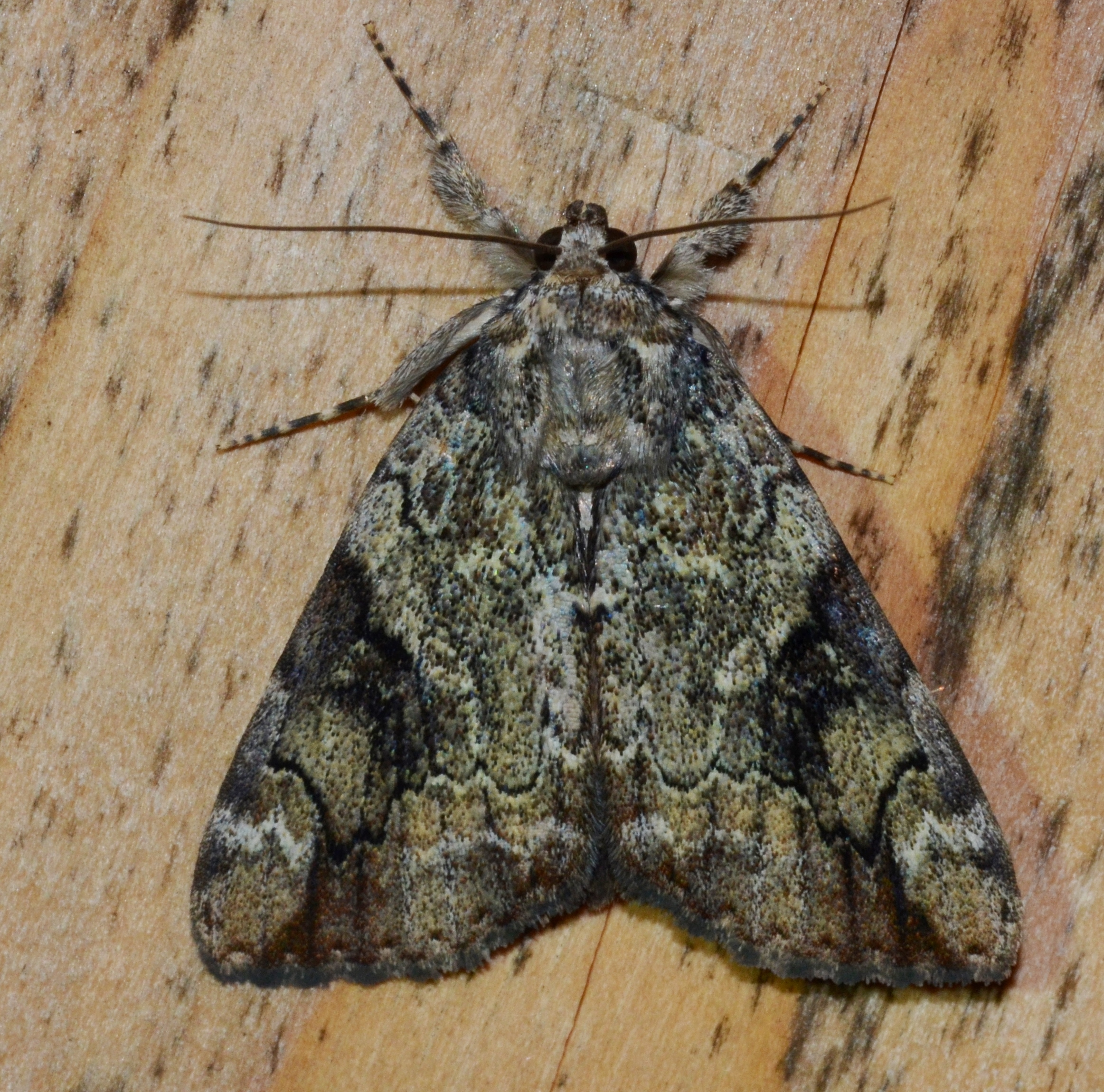
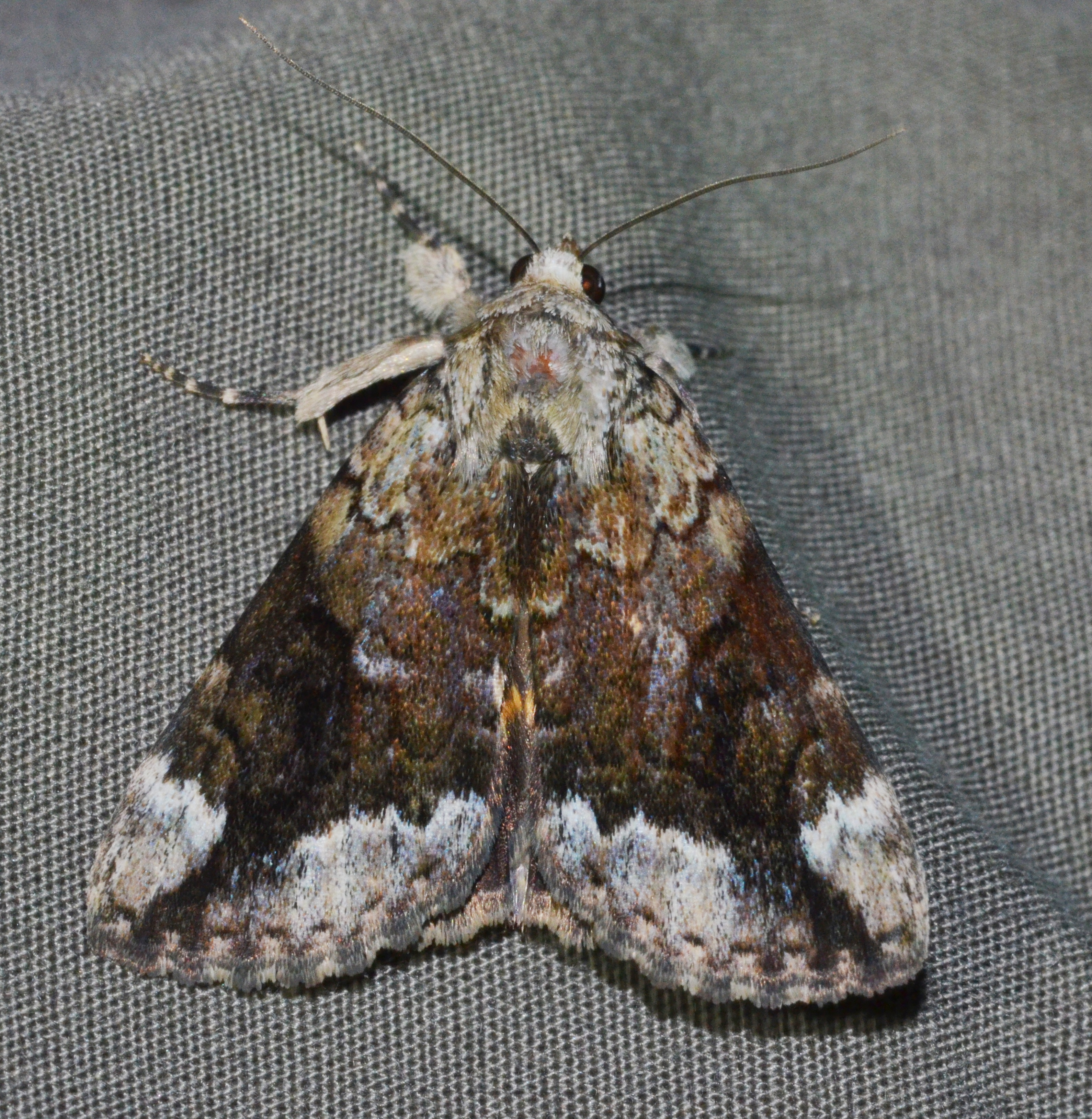